# دانشکده الهیات و معارف اسلامی دانشگاه تهران
دانشکده الهیات و معارف اسلامی دانشگاه تهران (نام پیشین: دانشکده معقول و منقول) یکی از دانشکده‌های دانشگاه تهران است که در سال ۱۳۱۳ تأسیس شد.
محل اولیهٔ این دانشکده در مدرسه عالی سپهسالار قرار داشت و ۳ رشتهٔ ادبیات عرب، علوم معقول و علوم منقول را ارائه می‌داد. این دانشکده در سال ۱۳۱۸ تعطیل شد، تا این که در سال ۱۳۲۱ در محل فرهنگستان ایران با ۲ رشتهٔ علوم معقول و علوم منقول کار خود را ادامه داد.
این دانشکده در سال ۱۳۴۴ به دانشکده الهیات و معارف اسلامی تغییر نام داد و اکنون با ۸ گروه آموزشی، ۲۴ رشته در مقاطع کارشناسی، کارشناسی ارشد و دکترا ارائه می‌دهد.
کتابخانه دانشکده در حدود ۱۰۰٬۰۰۰ جلد منبع چاپی در اختیار دارد.

## دانش‌آموختگان
چهره‌های سرشناس متعددی از این دانشکده فارغ‌التحصیل شده‌اند که از آن میان می‌توان به افرادی نظیر حسین الهی قمشه‌ای، مهرداد اوستا، محمدجواد باهنر، علی زرندی، مهدی کروبی، مرتضی مطهری و مصطفی ملکیان اشاره کرد. برای دیدن فهرست کامل‌ترِ دانش‌آموختگان این دانشکده، این رده را ببینید.